# Luka Stepančić
Luka Stepančić (Pula, 20 de noviembre de 1990) es un jugador de balonmano croata que juega de lateral derecho en el Orlen Wisła Płock y en la selección de balonmano de Croacia, con la que ganó la medalla de bronce en el Campeonato Mundial de Balonmano Masculino de 2013.

## Palmarés

### RK Zagreb
- Liga de Croacia de balonmano (8): 2010, 2011, 2012, 2013, 2014, 2015, 2016, 2017
- Copa de Croacia de balonmano (8): 2010, 2011, 2012, 2013, 2014, 2015, 2016, 2017
- Liga SEHA (1): 2013

### PSG
- Liga de Francia de balonmano (3): 2017, 2018, 2019
- Copa de la Liga de balonmano (3): 2017, 2018, 2019
- Copa francesa de balonmano (1): 2018

### Pick Szeged
- Liga húngara de balonmano (2): 2021, 2022

## Clubes
- RK Zagreb (2009-2016)
- PSG (2016-2019)[3]
- Pick Szeged (2019-2024)
- Al Arabi (2024)
- Orlen Wisła Płock (2025- )